# 후한 충제
한 효충황제 유병(漢 孝沖皇帝 劉炳, 143년 ~ 145년, 재위 144년 ~ 145년)은 후한의 9대 황제이다.

## 기년
| 충제        | 원년            |
| ----------- | --------------- |
| 서력 (西曆) | 145년           |
| 간지 (干支) | 을유(乙酉)      |
| 연호 (年號) | 영희(永憙) 원년 |

| 전임 순제 유보 | 제9대 후한 황제 144년 - 145년 | 후임 질제 유찬 |